# Саммут, Кевин
Кевин Саммут (англ. Kevin Sammut, родился 26 мая 1981 в Мсиде) — мальтийский футболист. Дисквалифицирован пожизненно в 2012 году за сговор с букмекерами.

## Карьера

### Клубная
Воспитанник школы клуба «Слима Уондерерс». Дебютировал в чемпионате Мальты в сезоне 1998/1999, сыграв один матч за команду (она стала бронзовым призёром чемпионата). В составе закрепился в сезоне 1999/2000, сыграв 9 матчей (клуб занял 4-е место). В сезоне 2000/2001 Кевин был арендован командой «Хамрун Спартанс», став твёрдым игроком основы: ему удалось сыграть 25 матчей и забить 5 голов (клуб стал шестым в чемпионате). В сезоне 2001/2002 Саммут вернулся в «Слиму» с новыми силами и с 24 играми и 4 голами помог клубу стать бронзовым призёром. В сезоне 2002/2003 он провёл 26 игр и забил шесть голов, что принесло клубу чемпионство.
В сезоне 2003/2004 Кевин оформил «золотой дубль», выиграв чемпионат и кубок Мальты (21 игра и 4 гола в чемпионате). Несмотря на успех, он отправился снова в аренду в другую команду («Мсида Сент-Джозеф»). Сыграв 16 игр и забив три гола, он сумел спасти клуб от вылета из Премьер-лиги. Позднее он был продан в «Марсашлокк», где набрал форму и стал бронзовым призёром чемпионата 2005/2006 (24 игры и один гол). В сезоне 2006/2007 Саммут вошёл в историю и принёс команде сенсационную победу в чемпионате (в активе игрока 26 игр и 9 голов). Однако повторить успех команда не смогла в следующем сезоне после того, как клуб покинули Дэниел Богданович, Люк Димеч, Джастин Хабер и другие сильные игроки, и заняла второе место лишь стараниями Кевина Саммута (27 игр и 6 голов). Кевин также выиграл титул футболиста года в Мальте. В сезоне 2008/2009 «Марсашлокк» находился на грани вылета из Премьер-лиги после первого круга, но финишировал на 4-м месте (Кевин сыграл 21 игру и забил один гол).
7 августа 2009 Кевин Саммут перешёл в «Валлетту» на пять лет. За три сезона, однако, он не закрепился в клубе: всего 27 игр и 5 голов за три сезона в клубе (один сезон он провёл на правах аренды в «Хамрун Спартанс»).

### В сборной
В сборной Мальты Кевин сыграл 35 игр. Также он сыграл 21 матч за молодёжную сборную Мальты.

## Дисквалификация
2 июня 2007 в Осло состоялся матч группы C отборочного турнира чемпионата Европы 2008 года между Мальтой и Норвегией, который завершился разгромной победой хозяев 4:0. Три мяча были забиты в последние 17 минут встречи, и к тому моменту Кевина уже не было на поле (его заменил в перерыве Айван Вудс).
В 2012 году выяснилось, что Саммут вступил в сговор с хорватской букмекерской конторой, которая принимала ставки на эту игру. В итоге исполком УЕФА в августе 2012 года сначала принял решение о дисквалификации Саммута на 10 лет, но в декабре ужесточил наказание и пожизненно отстранил Кевина от любой футбольной деятельности. Однако в феврале 2013 года не согласный с дисквалификацией Саммут подал апелляцию.